# 이상겔
이상겔(비슬라마: Isangel)은 바누아투의 도시이다. 타페아주 탄나섬에 위치해 있으며 인구는 대략 1,200명이다.